# Pièce de 50 cents de dollar canadien
Au Canada, un cinquante cents, aussi appelé cinquante sous, est une pièce de monnaie qui représente un demi dollar.
Bien qu'ayant toujours cours légal, le 50¢ n'est pratiquement plus utilisé. La pièce était disponible auprès des banques jusqu'en 2002. Depuis, seule la Monnaie royale canadienne fournit ces pièces au grand public.[style à revoir].

## Histoire de la composition
| Années             | Poids   | Diamètre | Épaisseur | Composition                                           |
| ------------------ | ------- | -------- | --------- | ----------------------------------------------------- |
| 2000 à aujourd'hui | 6,9 g   | 27,13 mm | 1,95 mm   | 93,15 % acier, 4,75 % cuivre, 2,1 % placage de nickel |
| 1980–1999          | 8,10 g  | 27,13 mm | 1,9 mm    | 99,9 % nickel                                         |
| 1968–1979          | 8,10 g  | 27,13 mm | 1,93 mm   | 99,9 % nickel                                         |
| 1920–1967          | 11,66 g | 29,72 mm | n/a       | 80 % argent, 20 % cuivre                              |
| 1908–1919          | 11,62 g | 29,72 mm | n/a       | 92,5 % argent, 7,5 % cuivre                           |